# Brilliance V3
Der Brilliance V3 ist ein Crossover-SUV der chinesischen Automarke Brilliance.

## Geschichte
Das Fahrzeug debütierte auf der Shanghai Auto Show im April 2015 und kam einen Monat später in China in den Handel. Ab 2016 wurde der V3 auch in einigen Staaten Südamerikas angeboten. Im Sommer 2017 wurde der Wagen überarbeitet. Das Crossover-SUV ist auf der gleichen Plattform wie der Brilliance H230 aufgebaut.

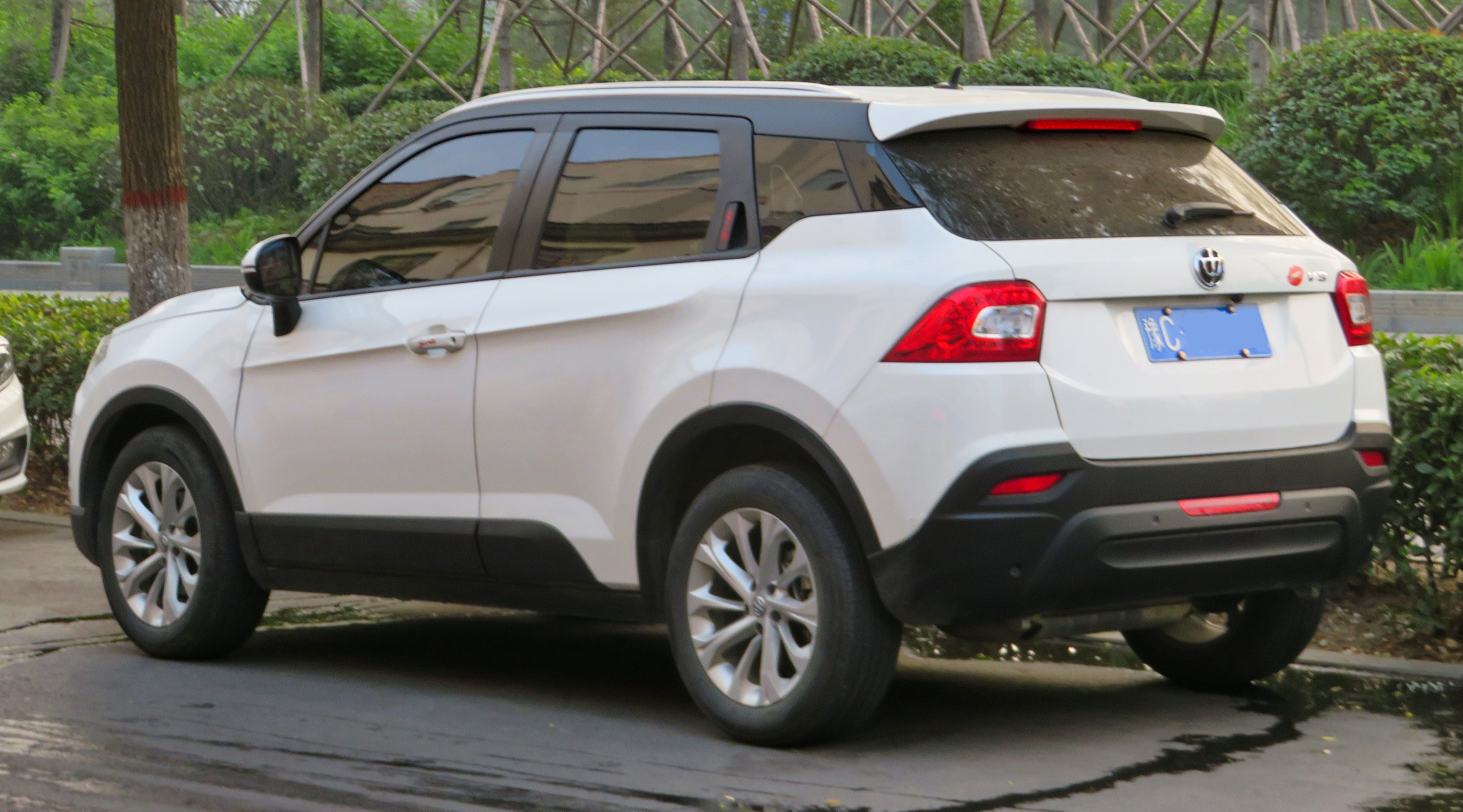
Heckansicht
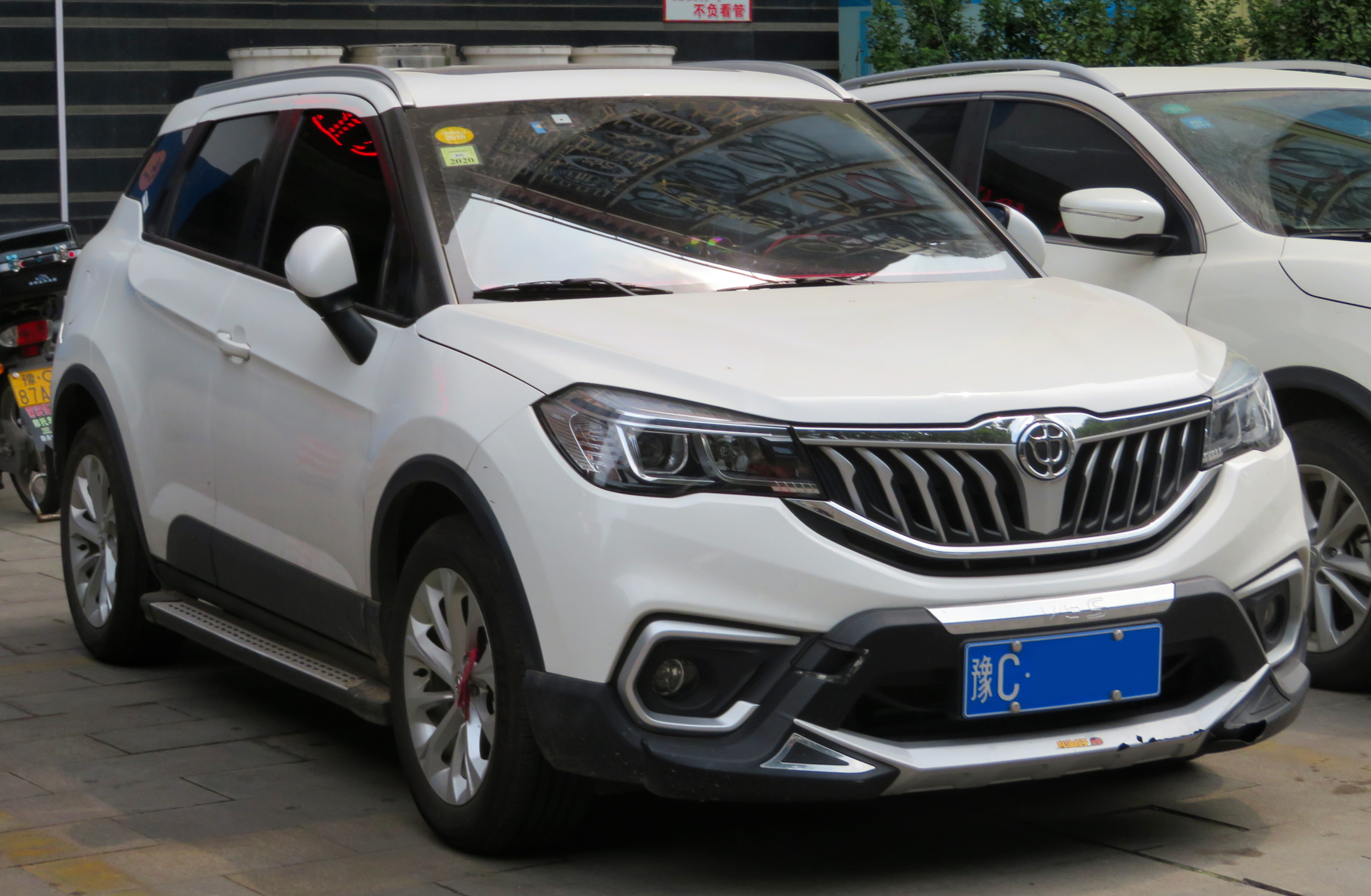
Brilliance V3 (2017–2020)
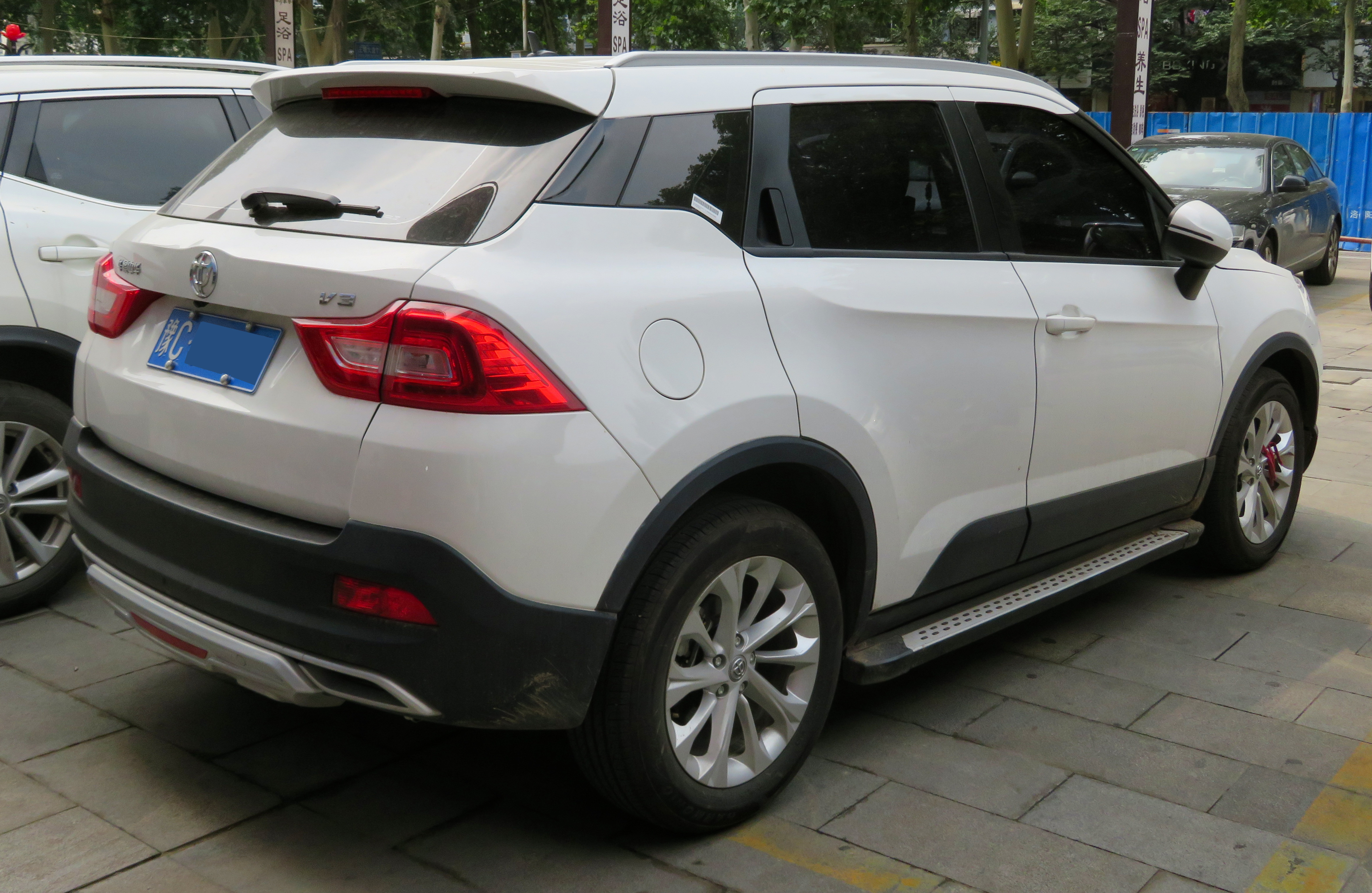
Heckansicht

## Technische Daten
Den Antrieb übernimmt ein 1,5-Liter-Ottomotor mit 82 kW (111 PS) oder 110 kW (150 PS). Der stärkere Motor hat einen Turbolader. Beide Versionen haben serienmäßig ein 5-Gang-Schaltgetriebe, wahlweise war ein 5-Stufen-Automatikgetriebe erhältlich. Allradantrieb ist nicht verfügbar.
|                                             | 1.5                           | 1.5T                          |
| Bauzeitraum                                 | 05/2015–11/2020               | 05/2015–11/2020               |
| Motorkenndaten                              |                               |                               |
| Motortyp                                    | Reihen-Vierzylinder-Ottomotor | Reihen-Vierzylinder-Ottomotor |
| Motoraufladung                              | —                             | Turbolader                    |
| Hubraum                                     | 1498 cm³                      | 1498 cm³                      |
| max. Leistung bei min−1                     | 82 kW (111 PS) / 6000         | 110 kW (150 PS) / 6000        |
| max. Drehmoment bei min−1                   | 145 Nm / 4000                 | 220 Nm / 2000–4500            |
| Kraftübertragung                            |                               |                               |
| Antrieb, serienmäßig                        | Vorderradantrieb              | Vorderradantrieb              |
| Getriebe, serienmäßig                       | 5-Gang-Schaltgetriebe         | 5-Gang-Schaltgetriebe         |
| Getriebe, optional                          | (5-Stufen-Automatikgetriebe)  | (5-Stufen-Automatikgetriebe)  |
| Messwerte                                   |                               |                               |
| Höchstgeschwindigkeit                       | 170 km/h (160 km/h)           | k. A.                         |
| Beschleunigung, 0–100 km/h                  | 11,4 s (11,4 s)               | 10,4 s                        |
| Kraftstoffverbrauch auf 100 km (kombiniert) | 6,9 l Super (7,6 l Super)     | 7,3 l Super (7,6 l Super)     |

Werte in runden Klammern gelten für Modelle mit Automatikgetriebe.